# Fyre Fraud
Fyre Fraud es un documental estadounidense de 2019 sobre el fraudulento Fyre Festival, un festival de música de 2017 en las Bahamas. Dirigida por Jenner Furst y Julia Willoughby Nason, se estrenó el 14 de enero de 2019 en Hulu.

## Premisa
Fyre Fraud se describe en su comunicado de prensa como una «comedia sobre crímenes reales reforzada por un elenco de denunciantes, víctimas y conocedores que van más allá del espectáculo para descubrir el poder de FOMO y un ecosistema de facilitadores, impulsado por las ganancias y la falta de responsabilidad en la era digital».

## Producción
El 16 de abril de 2018, se anunció que Hulu estaba desarrollando una serie documental sobre el infame y fallido festival de música Fyre Festival de 2017. La película iba a ser dirigida por Jenner Furst y Julia Willoughby Nason y los productores ejecutivos serían Michael Gasparro, John Amato, Dana Miller, Angela Freedman y Sharmi Gandhi. Estaba previsto que las empresas productoras involucradas en la película incluyeran The Cinemart, Mic y Billboard.
El 14 de enero de 2019, Hulu estrenó la producción, titulada Fyre Fraud, en un «lanzamiento urgente» sorpresa sin promoción, publicidad ni prensa antes del lanzamiento de la película. El estreno permitió a Hulu presentar su proyecto al público cuatro días antes de que se estrenara el documental de Netflix sobre el mismo tema, Fyre: The Greatest Party That Never Happened.
En febrero de 2019, Entertainment One adquirió los derechos internacionales de Fyre Fraud.

## Recepción
La película recibió una respuesta positiva de la crítica tras su estreno. En el sitio web de agregación de reseñas Rotten Tomatoes, la película tiene an 80% con una calificación promedio de 6.4/10 basada en 30 reseñas. El consenso crítico del sitio web dice: «En la batalla por el contenido sobre el Fyre Festival, Fyre Fraud sale airoso con una entrevista cuestionable del estafador Billy McFarland y una exploración reflexiva de la nefasta estrategia social». Metacritic, que utiliza un promedio ponderado, asignó a la serie una puntuación de 66 sobre 100 basándose en 12 críticas, lo que indica «críticas generalmente favorables».
En una reseña positiva, Nick Allen de RogerEbert.com le dio a la película una calificación de 3½ de 4 estrellas y la elogió diciendo: «Fyre Fraud no se limita a atacar a McFarland, Ja Rule y cualquiera que pueda ser cómplice: Ya son payasos, sus elecciones claramente no inteligentes y su asombrosa arrogancia generan una enorme schadenfreude. Más persuasivamente, es una condenación de la mentalidad que ayudó a hacerlo posible, denunciando una cultura que progresivamente le da más valor a cómo te ves a ti mismo en línea». En un análisis igualmente favorable, Joel Keller de Decider elogió la película y recomendó que los espectadores la transmitieran declarando: «Fyre Fraud es un examen fascinante de personas influyentes en las redes sociales, millennials que se enganchan a sus sentimientos de FOMO y un estafador moderno que probablemente no aprenderá nada de esto ni de su sentencia de prisión».
En una evaluación más variada, Brian Tallerico de Collider le dio a la película una calificación de «B-» y dijo: «Con un poco más de pulido y un poco más de confianza, Fyre Fraud sería un documental poderoso que utilizaría el Fyre Festival como trampolín para un examen más incisivo del fraude en la era de las redes sociales, utilizando el festival como una metáfora de las expectativas frente a la realidad, que (como señaló astutamente mi esposa) es un espejo de cómo tienden a funcionar las redes sociales. En vez de eso, Fyre Fraud está contento de existir como una especie de comedia negra, burlándose de los jugadores involucrados sin absorber realmente la seriedad o gravedad de sus acciones».
En la 71.ª edición de los premios Primetime Creative Arts Emmy, Fyre Fraud obtuvo una nominación a Mejor Escritura por Programación de No Ficción.